# 11 O'Clock Tick Tock
Singles de U2
Another Day
(1980) A Day Without Me
(1980)
11 O'Clock Tick Tock est le troisième single du groupe de rock irlandais U2 sorti en 1980. Il n'apparaît sur aucun album studio du groupe. La chanson a donné son nom à une mini tournée du groupe entre mai et juillet 1980.

## Historique
Le single est sorti le 23 mai 1980 sur le label Island Records, avant le premier album du groupe, Boy. Il est produit par Martin Hannett (connu pour son travail avec Joy Division) aux studios Windmill Lane de Dublin.
11 O'Clock Tick Tock et Touch sont des morceaux à part dans la carrière de U2. Ces deux chansons se distinguent par des effets quasi gothiques (basse et batterie mise en avant) comme il en existait à cette époque avec le courant Cold wave. 11 O'Clock Tick Tock ne fera pas son entrée dans les hit-parades. Le public la découvrira dans la tournée de promotion qui a suivi le lancement du single.
11 O'Clock Tick Tock fera sa première apparition dans un disque grand public en 1983, et en live, avec l'album Under a Blood Red Sky. Pour la version originale en studio, il faudra attendre 2008 et la remasterisation de l'album Boy qu'il accompagnera en CD bonus.

## Liste des titres
| 1. | 11 O'Clock Tick Tock | 3:44 |
| 2. | Touch                | 3:21 |